# پرلیوبویچی
پرلیوبویچی ( صربی: Прељубовићи  ) روستایی در بوسنی و هرزگوین است که در شهرداری سوکولاچ واقع شده است. 